# Aéroport international de Sunan
Pour les articles homonymes, voir FNJ.
L'aéroport international de Sunan (code IATA : FNJ • code OACI : ZKPY) est l'aéroport de Pyongyang, capitale de la Corée du Nord.
Sunan compte deux pistes, une longue piste (01-19) qui est également la plus utilisée pour les vols internationaux. La plus petite piste (17-35) est la piste utilisée par l'aviation nord-coréenne et pour les vols intérieurs.
L'aéroport est ouvert tous les jours de 6 h à 22 h en été et de 7 h à 21 h en hiver.
Cet aéroport est la base d'attache de la compagnie aérienne nord-coréenne Air Koryo.
Le nouveau terminal a ouvert en 2015.

## Situation
L'aéroport est situé à 24 kilomètres du centre de la ville.
| \| 100 km1:10 733 000 \| Wonsan Kaesong Chongjin Pyongyang Samjiyŏn Sŏndŏk Hamhung-Tŏksan Sinŭiju Haeju |
| 100 km1:10 733 000                                                                                      |

## Infrastructure
L'aéroport de Pyongyang dispose de deux terminaux passagers. Le Terminal 1 a ouvert en janvier 2016 et est utilisé pour les vols intérieurs. Le Terminal 2, dédié au vols internationaux, a été inauguré le 1er juillet 2015,.

## Compagnies aériennes et destinations
| Compagnies | Destinations                                           |
| ---------- | ------------------------------------------------------ |
| Air Koryo  | Pékin-Capitale, Shanghai-Pudong, Shenyang, Vladivostok |

Édité le 25 août 2024.
D'autres vols charter existent entre l'aéroport de Pyongyang - Sunan et les différents aéroports du pays.

## Commodités
L'aéroport dispose d'un parking, de magasins hors-taxes, de salle d'attente pour passagers, d'une banque et de magasins de souvenirs. Une consigne pour bagages ouverte de 8 h à 21 h, où les bagages peuvent être entreposés pour 1 500 wons nord-coréens (environ 0,80 EUR).
Le restaurant de l'aéroport, le bar et la banque sont ouverts de 9 h à 18 h.

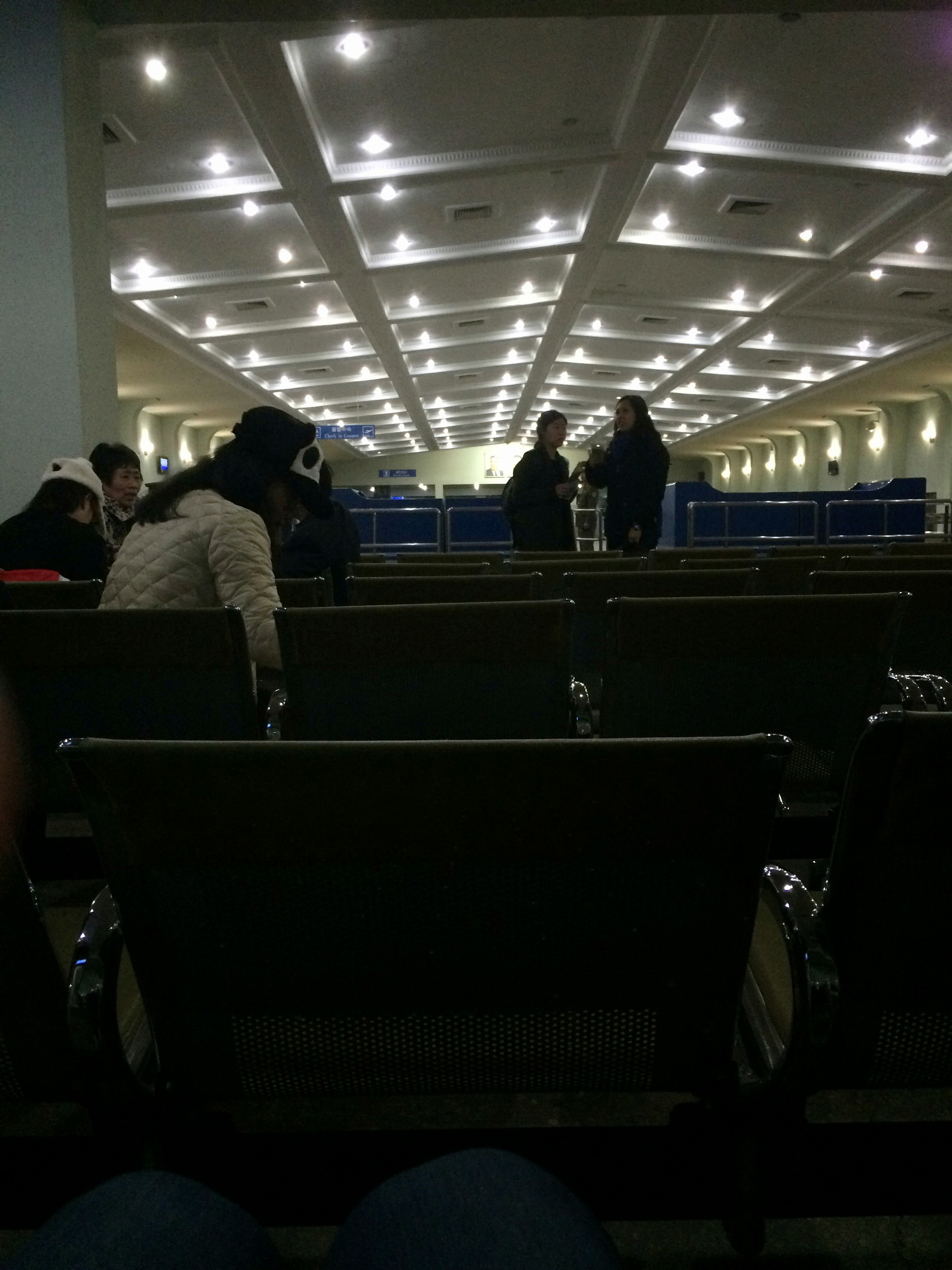
Salle d'attente de l'aéroport (photo volée 2015)
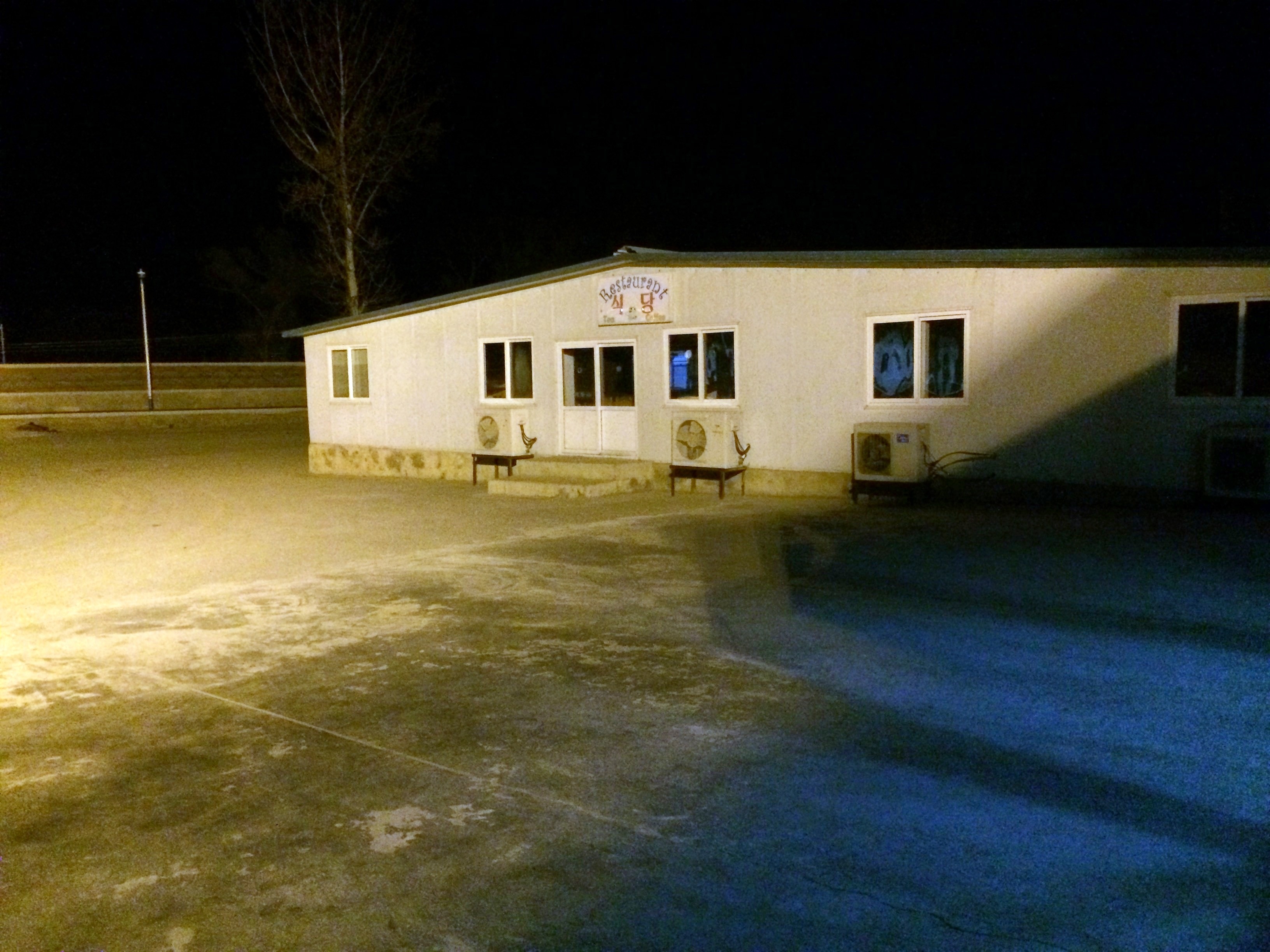
Restaurant de l'aéroport (2015)
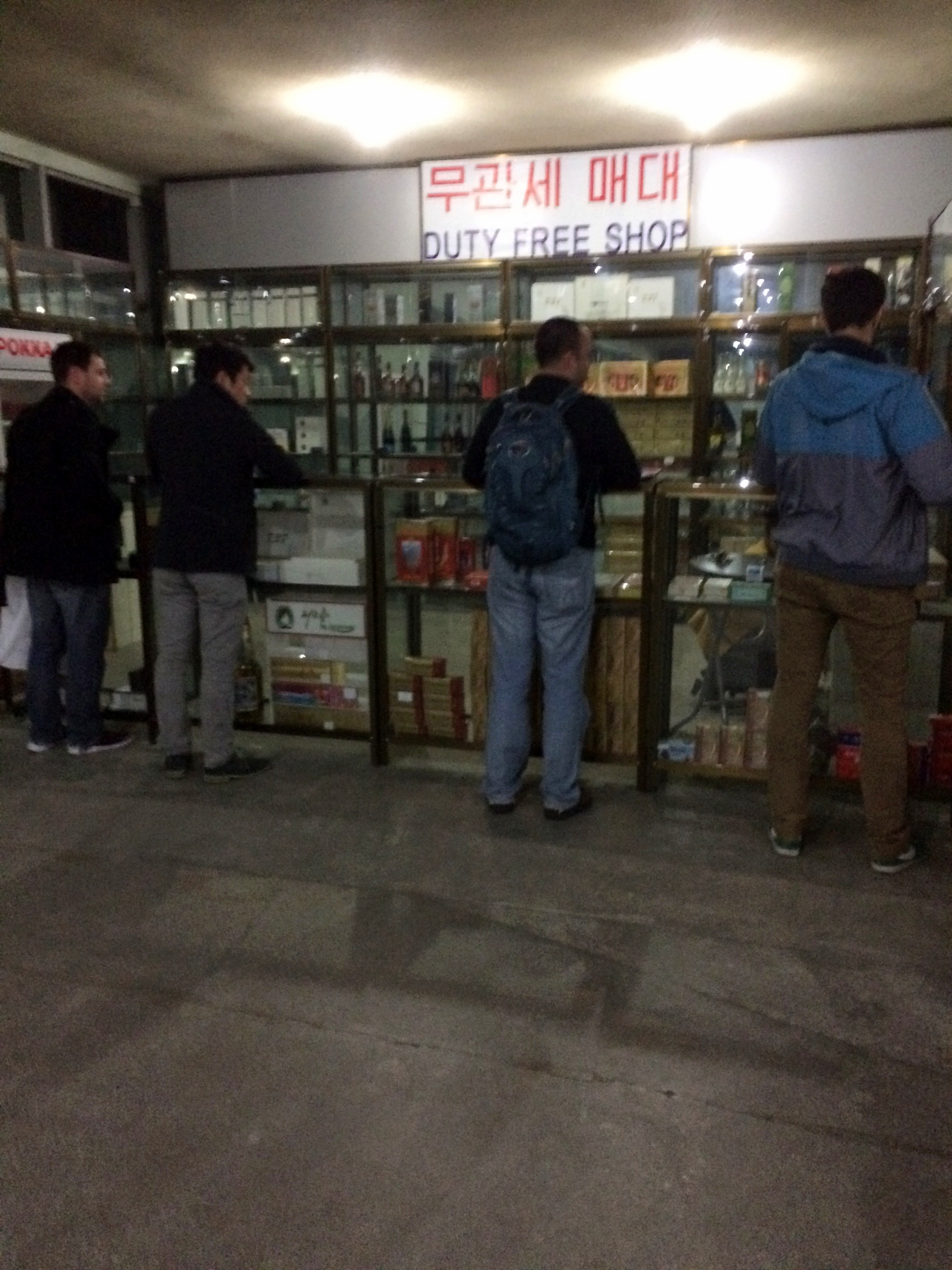
Duty free après la douane (2015)
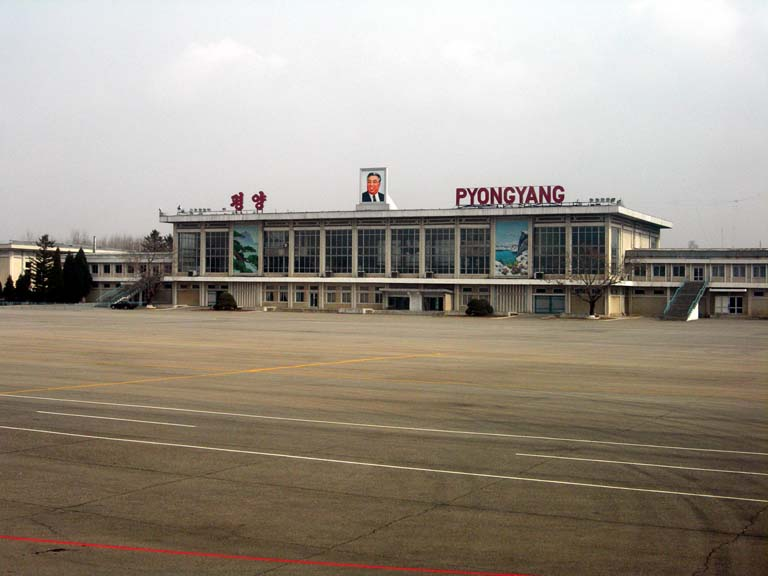
L'ancien terminal (2006)
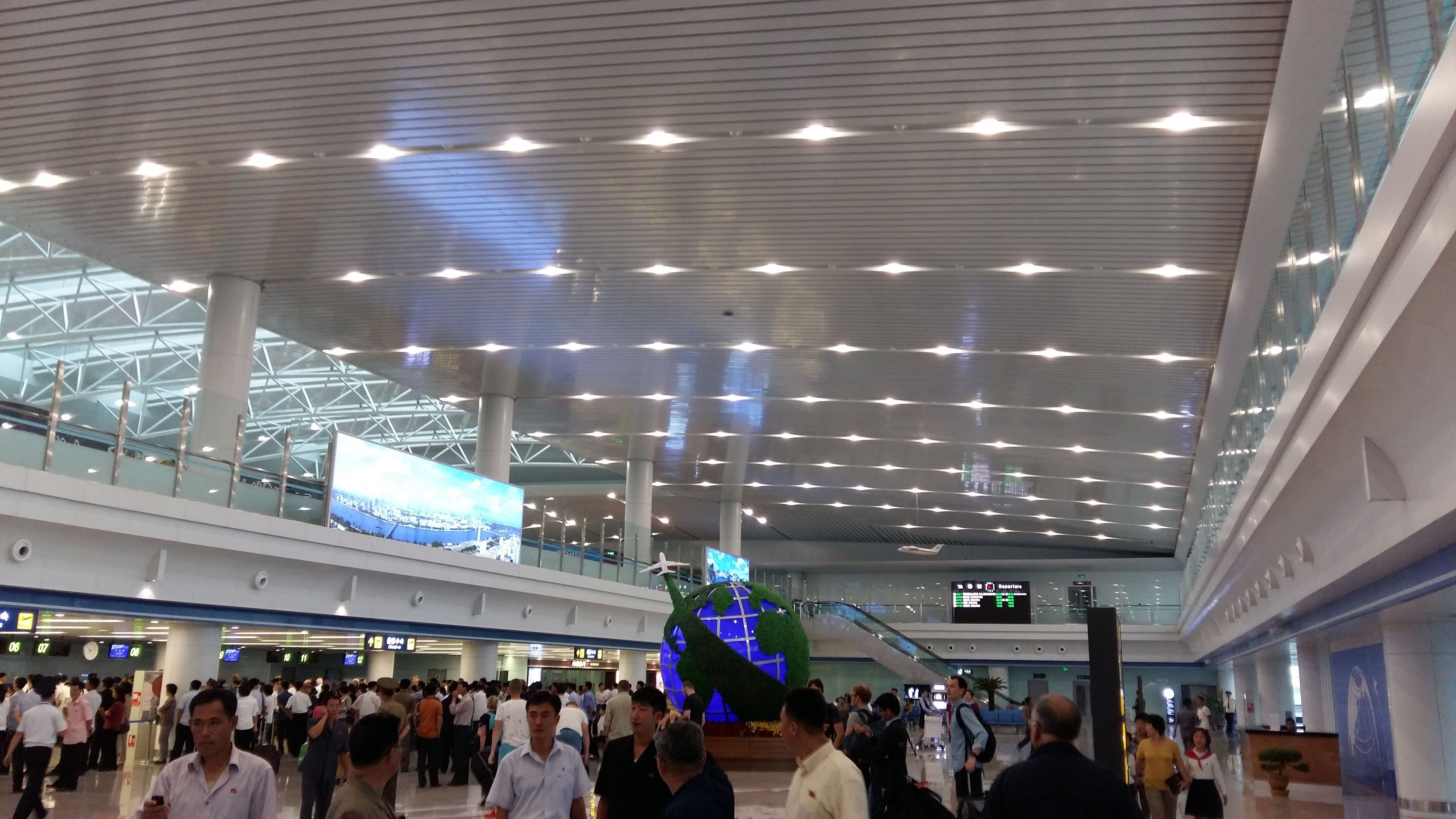
Intérieur du Terminal 2 (2015)

## Obligations
Depuis 2013, les visiteurs sont autorisés à garder leurs équipements électroniques (téléphone portable, ordinateurs, appareils photo...). En 2015, les publications en coréen, standalone GPS (téléphone ou caméra avec GPS intégré sont autorisés), publications sur la Corée (guide de voyage) et documents religieux sont toujours interdits et seront confisqués à la douane à l’arrivée[réf. nécessaire].

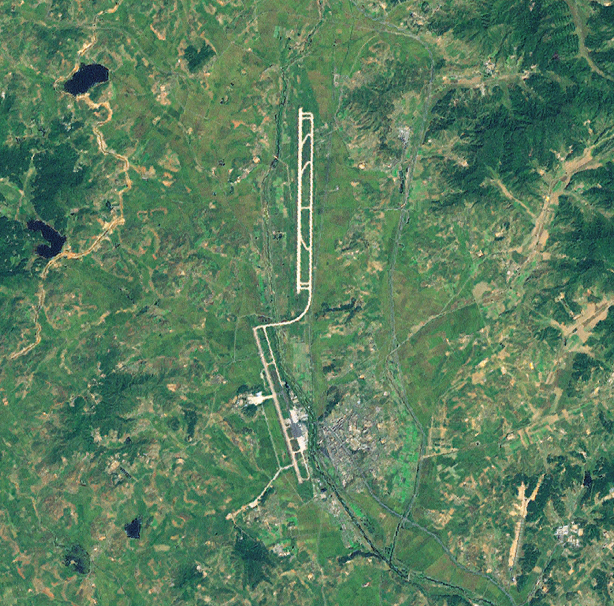
Vue NASA Landsat 7 de l'aéroport.